# Brigitte Klinkert
Brigitte Klinkert (Colmar, Alt Rin, 22 de juliol de 1956) és una política francesa.
Membre de la UDF, després dels Republicans fins a l'any 2019, és presidenta del consell departamental de l'Alt Rin de l'1 de setembre de 2017 al 29 de juliol de 2020, i ministra delegada encarregada d'Inserció amb el ministre del Treball, d'ocupació i d'Inserció des del 6 de juliol de 2020.

## Biografia

### Família i formació
Brigitte Klinkert, de casada Angst, és la neta de Joseph Rey, antic alcalde de Colmar (1947-1977), diputat MRP de 1956 a 1958 i conseller general de l'Alt Rin de 1945 a 1958 per Colmar; a continuació de 1958 a 1982 per al cantó de Colmar-Sud. És filla de Gérard Klinkert, periodista al Rhin Français i a l'Alsace i de Monique, mestressa de casa. Té dos germans, Jean (nascut l'any 1952) i Antoine (nascut l'any 1960), radiòleg a Thann.
Segueix els seus estudis secundaris al col·legi episcopal Sant André, un establiment catòlic privat amb contracte d'associació. És diplomada en dret (1976) i per l'Institut regional d'administració de Metz (1978).

### Recorregut
Brigitte Klinkert és regidora de Colmar de 1983 a 2020 Entre 1989 i 1995, és adjunta a l'alcalde encarregada de cultura i d'informació. Després de cultura i d'ensenyament superior (1995-2001) i de cultura i Presidenta del comitè d'agermanaments (2001-2008).
L'any 2008, presenta una llista contra l'alcalde sortint Gilbert Meyer. La seva llista obté el 13,75 % de les veus i arriba 3a. La seva llista es fusiona amb la de Roland Wagner. Llavors és regidora de l'oposició. Es presenta l'any 2014 en tàndem amb l'empresari Bertrand Burger .No es presenta en les eleccions de 2020.
L'any 1994, amb 37 anys, és la primera dona consellera general del departament. És elegida al cantó de Colmar-Nord, ocupat fins aleshores per Jean-Paul Fuchs i que no surt representat. Entre 1998 i 2001 és vicepresidenta del consell, delegada d'afers culturals i patrimoni. A partir de 2001, és la 2a del consell. L'any 2001, és reelegida, i novament l'any 2008.
L'any 2015, Brigitte Klinkert és elegida consellera departamental al cantó de Colmar-2 amb Éric Straumann (UMP), que es convertirà en president del consell. Aquest últim és obligat a dimitir a causa de la llei de no acumulació de mandats. Rémy With assegura llavors l'interinatge fins a l'elecció de Brigitte Klinkert l'1 de setembre de 2017 per 33 vots sobre 34 amb un vot en blanc. Esdevé així la primera dona presidenta del consell departamental de l'Alt Rin que presideix de 2017 a 2020. En el transcurs del seu mandat, instaura un dispositiu imponent, a continuació incitant els beneficiaris de l'RSA a efectuar set hores de treball voluntari per setmana per a associacions, col·lectivitats locals, grups de jubilats, o establiments públics per recaptar els seus subsidis.
Membre del grup Unis pour le Haut Rhin, defensa la creació de la Col·lectivitat europea d'Alsàcia.
És la suplent del diputat Éric Straumann. Després de la sortida d'aquest de l'Assemblea nacional el 29 de juliol de 2020, el reemplaça abans de dimitir el mateix dia.
Brigitte Klinkert és nomenada ministra delegada encarregada de la Inserció amb el ministeri de Treball, ocupació i Inserció el 6 de juliol de 2020

## Distincions
L'any 2009, Brigitte Klinkert és feta cavaller de la Legió d'honor. L'any 2011, cavaller de l'orde de les Arts i Lletres i l'any 2014, oficial de l'orde nacional del Mèrit. L'1 de gener de 2019, és promoguda oficial de la Legió d'honor.